# Medingen
Medingen (Luxemburgs: Méideng) is een plaats in de gemeente Contern en het kanton Luxemburg in Luxemburg.

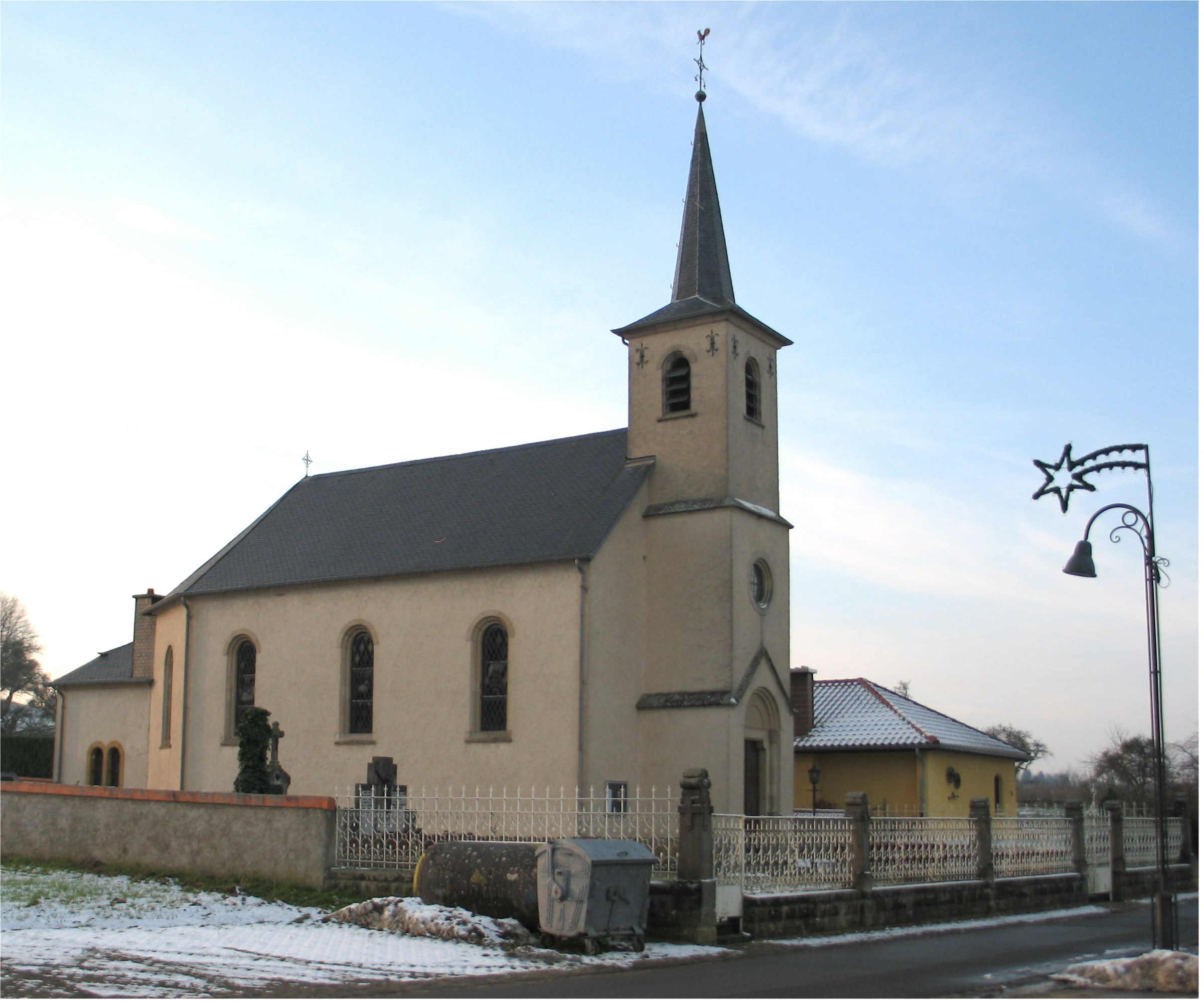
Kerk

Medingen telt 100 inwoners (2001).